# Cynoglossum lowryanum
Cynoglossum lowryanum är en strävbladig växtart som beskrevs av J.S.Mill.. Cynoglossum lowryanum ingår i släktet hundtungor, och familjen strävbladiga växter. Inga underarter finns listade i Catalogue of Life.